# Davisland

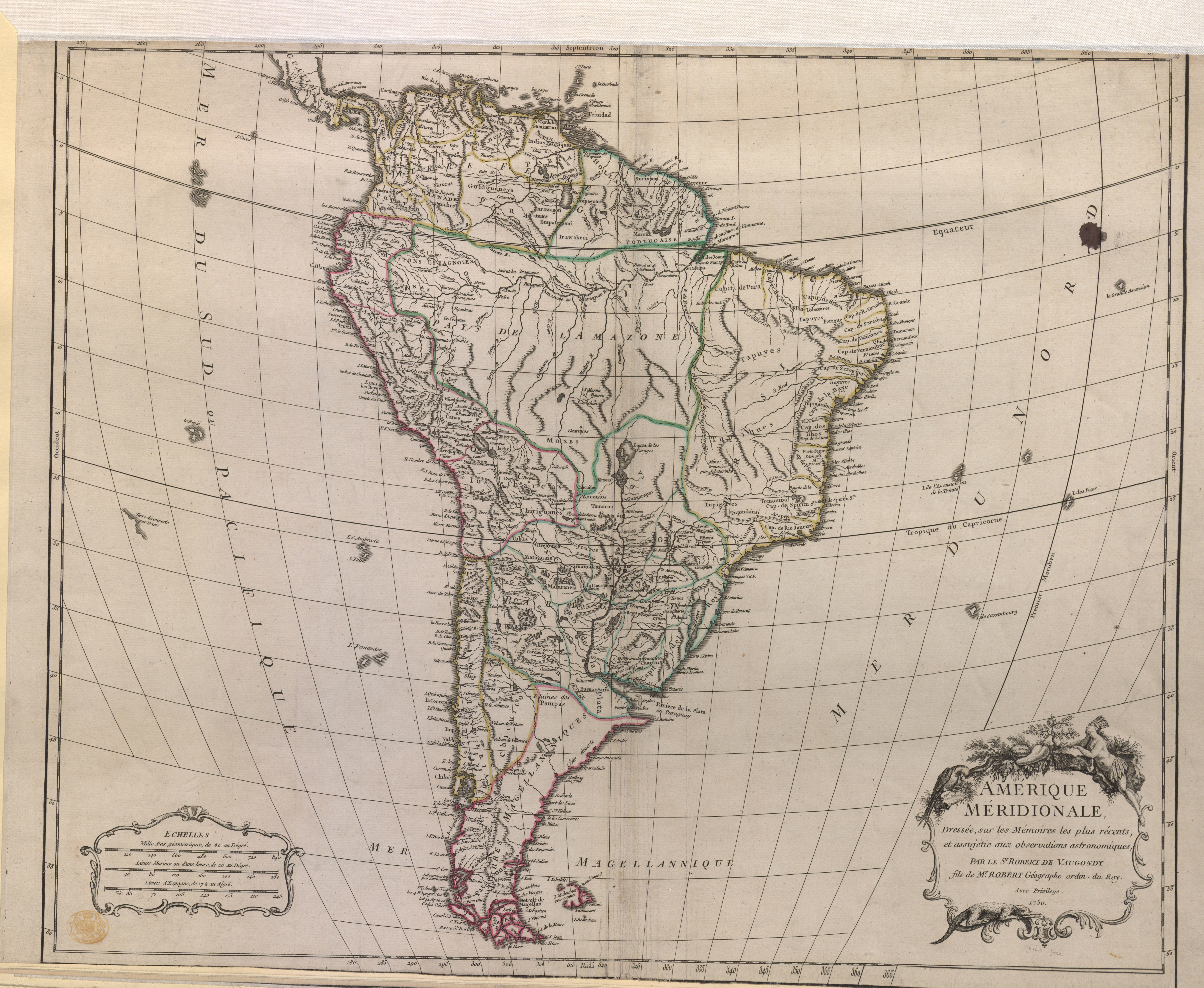
Karte von Didier Robert de Vaugondy (Davisland links unterhalb des Südlichen Wendekreises)

Davisland (auch Terra de Davis, englisch Davis Land) ist eine Phantominsel, die angeblich im südöstlichen Pazifischen Ozean liegt. Sie ist benannt nach dem Piraten Edward Davis, der sie 1687 gesehen haben soll. Möglicherweise ist sie, wie einige Autoren vermuten, mit der Osterinsel identisch.

## Entdeckung
Der erste Europäer, der angeblich die Insel Davisland sah, sie aber nicht betrat, war der Pirat Edward Davis, nach dem sie auch benannt ist. Der Piratenkapitän John Cook, zu dessen Mannschaft Davis gehörte, hatte vor Sierra Leone ein dänisches Schiff aufgebracht, das er Bachelor´s Delight (Junggesellenfreude) nannte, und mit dem er im Pazifik auf Raubzug ging. Ziel seiner Unternehmungen waren vor allem spanische Galeonen, die Gold und Silber aus Peru zur Landenge von Panama brachten. Als Cook 1683 starb, übernahm Edward Davis das Kommando des Schiffes. Nach einigen erfolgreichen, aber auch weniger erfolgreichen Unternehmungen – unter anderem hatte Davis zusammen mit Charles Swan und anderen Piraten 1685 vor Panama die von Lima kommende spanische Schatzflotte vergeblich attackiert und konnte nur knapp entkommen – beschloss er, seine Aktivitäten in die Karibik zu verlegen.
Von den Galapagos-Inseln, zu jener Zeit ein geschätzter Piratenschlupfwinkel, brach Davis 1687 auf, um Kap Hoorn zu umrunden. Auf dem Weg zur Südspitze Amerikas hörte die Wache zwei Stunden vor Tagesanbruch vom Vorschiff laute Brandungsgeräusche. Auf Bitten der Mannschaft, die eine Havarie an einem Riff befürchtete, ließ Davis beidrehen. Bei Tagesanbruch erblickte er in der klaren Morgenluft eine kleine, flache Sandinsel, die jedoch nicht von felsigen Riffen umgeben war. Im Westen, in etwa zwölf Leagues (ca. 55 km) Entfernung, war bergiges Land zu erkennen, das er für eine Inselgruppe hielt. Die Landmasse hatte eine Ausdehnung von 15 oder 16 Leagues (ca. 69 bis 73 km) und von dort flog ein großer Vogelschwarm heran. Der Pirat Lionel Wafer, der zu jener Zeit mit Davis fuhr, wollte mit einigen Kameraden an Land gehen, was Davis aber nicht erlaubte, und so segelte die Bachelor´s Delight ohne nähere Untersuchung der entdeckten Insel weiter.
Lionel Wafer gibt als Position für diese Insel in seinen Aufzeichnungen 27° 20′ südlicher Breite an, in einer Entfernung von 500 Leagues (ca. 2300 km) von „Copayapo“  und 600 Leagues (ca. 2800 km) von den Galapagosinseln. Wafers Positionsangabe ließ einige spätere Autoren vermuten, dass Davis die Osterinsel (Geographische Lage: 27° 7′ S, 109° 21′ W) gefunden haben könnte.

## Kartendarstellung
In der Folgezeit erschien die neu gefundene Insel auf den Karten des 17. und 18. Jahrhunderts als Terra de Davis, Insel Davis oder Davis Land und wurde als Vorbote des sagenhaften Südkontinentes (Terra Australis Incognita) betrachtet.
Hier einige Beispiele:
- Herman Moll: New Map of the Whole World, London 1736 (Davis Land)
- Jean-Baptiste Nolin: L’Amerique ou le Nouveau Continent, Paris 1742 (Terre découverte par David Anglois)
- Didier Robert de Vaugondy: Amérique Méridionale, Paris 1750 (Terre découverte par Davis)
- Louis Charles Desnos: L'Amerique Méridionale et Septentrionale Dressee sure les Nouv.les Decov.tes et derniers Relations des meilleurs Navigateurs, Paris 1760 (Terre vues par David en 1695)

## Die Suche nach Davisland
Mehrere Seefahrer machten sich auf die Suche nach der geheimnisumwitterten „Erde Davis“ und der Terra australis incognita.

### Jakob Roggeveen
Einer der ersten war Jakob Roggeveen. Er konnte die Herren der mächtigen Niederländischen Westindien-Kompanie bewegen, ihm drei Schiffe, die Arend (Kapitän Jan Koster), die Thienhoven (Kapitän Cornelis Bouman) und die Africaansche Galey (Kapitän Roelof Rosendaal), für eine Expedition in den Pazifik zu unterstellen. Ziel des Unternehmens war es, neue Länder im „Südmeer“ zu erkunden und den unbekannten Südkontinent zu finden. Die drei Schiffe verließen am 16. Juni 1721 Amsterdam, erreichten im Januar 1722 nach der Umrundung von Kap Hoorn den Pazifischen Ozean und begaben sich auf nördlichen Kurs. Roggeveen wollte das sagenhafte Davisland finden. Am Ostersonntag, dem 5. April 1722, meldete Kapitän Rosendaal von der vorweg fahrenden Africaansche Galey die Sichtung einer Insel, der Roggeveen in seinen Aufzeichnungen den Namen „Paasch Eyland“ (Osterinsel) gab. Doch sehr schnell merkte er, dass dies nicht das gesuchte Davisland war.

### John Byron
Während seiner Weltumseglung (1764–1766) mit den beiden britischen Expeditionsschiffen HMS Dolphin und HMS Tamar suchte John Byron vom 2. bis zum 9. Mai 1765 den Bereich zwischen dem 26. und 27. Breitengrad in Höhe des 94. Längengrades ab, auf dem, wie er vermutete, Davisland liegen sollte. Er fand die Insel nicht.:126

### Philipp Carteret
Auch Kapitän Philipp Carteret versuchte mit der Brigg HMS Swallow im Juni 1767 Davisland aufzufinden. Am 17. Juni 1767 sah die Mannschaft bei der Position 28° S, 112° W einen großen Schwarm Seevögel und im Ozean treibende Pflanzen, was Carteret vermuten ließ, dass sie sich Land näherten oder es bereits unbemerkt passiert hatten. Wegen der langen, wogenden Wellen mutmaßte er jedoch, dass es lediglich eine kleine, felsige Insel sein könne und nicht das gesuchte Davisland.:557–559

„We continued our search till Wednesday the 17th of June [1767], when, in latitude 28° S., longitude 112° W. we saw many sea birds, which flew in flocks, and some rock weed, which made me conjecture that we were approaching, or had passed by some land. At this time the wind blew hard from the northward, which made a great sea, but we had notwithstanding long rolling billows from the southward, so that whatever land was in that quarter, could be only small rocky islands; and I am inclined to believe that if there was land at all it was to the northward, possibly it might be Roggewein’ S eastern island, which he has placed in latitude 27° S. and which some geographers have supposed to be about seven hundred leagues distant from the continent of South America, if indeed any credit is to be given to his account.
Wir setzten unsere Suche fort bis Mittwoch, den 17. Juni [1767], als wir bei 28° südlicher Breite und 112° westlicher Länge viele Seevögel sahen, die in Schwärmen flogen, sowie einige Braunalgen, was mich vermuten ließ, dass wir uns Land näherten oder es passiert hatten. Zu dieser Zeit wehte der Wind stark von Norden, was eine hohe Dünung hervorrief, aber wir hatten gleichwohl lange, rollende Wogen von Süden, so dass, welches Land auch immer in dieser Region lag, nur kleine felsige Inseln sein konnte; und ich bin geneigt zu glauben, dass, wenn es überhaupt Land gab, es im Norden lag, möglicherweise Roggeweins Osterinsel, die er auf 27° südlicher Breite gelegt hat und die einigen Geographen nach in etwa siebenhundert Leagues [ca. 3900 km] Entfernung vom südamerikanischen Kontinent liegen soll, wenn man dieser Annahme wirklich Glauben schenken kann.“

Carteret entdeckte zwar nicht Davisland, aber am 2. Juli 1767 die Insel Pitcairn.

### Louis Antoine de Bougainville
König Ludwig XV. von Frankreich beauftragte 1766 Louis Antoine de Bougainville mit der Fregatte La Boudeuse und der Fleute L’Étoile die Welt zu umsegeln und dabei nach dem sagenhaften Südkontinent zu forschen.

„Je dirigeai ma route pour reconnoître la terre que David, Flibustier Anglois, vit en 1686, sur le parallele de 27 à 28° Sud, & qu'en 1722 Roggewin Hollandois chercha vainement. J'en continuai la recherche jusqu'au 17 Février. J'avois passé le 14 sur cette terre suivant la carte de M. Bellin. Je ne voulus point poursuivre la recherche de l'ile de Pâques . . .
Ich steuerte meinen Kurs, um das Land zu erkunden, das David, der englische Flibustier, 1686 auf dem 27. bis 28. Breitengrad Süd sah und das der Holländer Roggewin 1722 vergeblich suchte. Ich setze die Suche bis zum 17. Februar fort. Ich hatte am 14. [Februar 1768 die Position] für dieses Land nach der Karte von Monsieur Bellin passiert. Ich wollte die Suche nach der Osterinsel nicht fortsetzen . . .“

. Stattdessen segelte Bougainville nach Tahiti weiter, das die Schiffe am 6. April 1768 erreichten.

### Jean François Marie de Surville
Nach Wallis Entdeckung von Tahiti kam in Frankreich die Legende auf, ein „englisches Schiff“ habe in der Südsee eine reiche Insel gefunden, die von wohlhabenden Juden bewohnt sei. Da diese Insel auf demselben 27. Breitengrad wie Copiapó liegen sollte, der Quelle spanischen Goldes und Silbers, erschien dieses Gerücht durchaus glaubhaft. Der französische Astronom, Physiker und Weltreisende Alexis-Marie de Rochon verbreitete diese Mär, die er in Pondicherry in Indien gehört hatte, in Europa.
Der französische Handelskapitän Jean François Marie de Surville hatte dieses Gerücht ebenfalls vernommen und fuhr daher am 2. Juni 1769 mit seinem Schiff Saint Jean-Baptiste von Indien ab, durchquerte die Meerenge von Malacca und segelte nach Terengganu in Malaysia. Danach passierte er die Philippinen und erreichte den Pazifischen Ozean im August 1769. Da seine Mannschaft zunehmend unter Skorbut litt, war er zu Aufenthalten auf den Salomonen und auf Neuseeland gezwungen. Weihnachten 1769 verbrachte er in der Doubtless Bay. Danach durchquerte er den Pazifischen Ozean von West nach Ost bis zum Hafen von Chilca, südlich von Lima. Nach seinem Tagebuch hat er im Ostpazifik zwischen 27º und 28º südlicher Breite eine unbekannte Insel gesichtet, die er für Davisland hielt, die nach der Positionsangabe aber auch die Osterinsel gewesen sein könnte. Da er jedoch ohne an Land zu gehen und ohne nähere Erkundung weitersegelte, gibt es keinen Beweis, welche Insel Surville gesehen hatte. Bei dem Versuch, mit dem Beiboot in Chilca zu landen, ertrank Surville 1770 in der rauen See. Sein Erster Offizier Guillaume Labé brachte die Saint Jean-Baptiste und die Aufzeichnungen von Surville nach Frankreich.

### Felipe Gónzalez de Haedo
König Karl III. von Spanien hatte seit seiner Thronbesteigung umfangreiche koloniale Reformen mit einer Reorganisation der Verwaltung und der Ernennung neuer Statthalter eingeleitet, mit dem Ziel der Erneuerung der Kontrolle in Lateinamerika, um Spanien wieder zu alter Macht und Größe zu verhelfen. Von 1761 bis 1776 war Manuel d’Amat i de Junyent Vizekönig von Peru. Er entsandte Kapitän Don Felipe Gónzalez de Haedo mit dem Linienschiff San Lorenzo und der Fregatte Santa Rosalia in den Pazifik, um die Aktivitäten Englands und Frankreichs im Pazifik aufzuklären, die „Erde Davis“ zu finden und sie für Spanien in Besitz zu nehmen. Haedos Schiffe segelten den 27. Breitengrad ab, ohne dass Davisland in Sicht kam, dafür erreichte er aber die Osterinsel am 15. November 1770.

### James Cook
James Cook hatte bei seiner ersten Reise in den Pazifik (1768–1771) den Südkontinent nicht gefunden, im Gegenteil, die Zweifel an dessen Existenz noch bestärkt. Dennoch gab es einige ernstzunehmende Wissenschaftler, die weiterhin an die Terra Australis Incognita glaubten. Deren prominentester Vertreter war der angesehene, schottische Geograph Alexander Dalrymple. Die britische Admiralität rüstete daher eine weitere Expedition in den Südpazifik unter dem Kommando von James Cook aus, die endlich Klarheit über das Vorhandensein eines Südkontinentes bringen sollte. Die Resolution gelangte tief in südliche Breiten, jenseits des südlichen Polarkreises, ohne dass eine Landmasse in Sicht kam, sodass Cook zu der Auffassung gelangte, der Südkontinent könne nicht in bewohnbaren Breiten des Pazifiks liegen.

„Since now nothing had happened to prevent me from carrying these views into execution, my intention was first to go in search of the land, said to have been discovered by Juan Fernandez, above a century ago, in about the latitude of 38°; if I should fail in finding this land, then to go in search of Easter Island or Davis’s Land, whose situation was known with so little certainty that the attempts lately made to find it had miscarried.
Da nun nichts geschehen war, was mich daran hinderte, diese Vorstellungen in die Tat umzusetzen, wollte ich mich zunächst auf die Suche nach dem Land begeben, das Juan Fernandez vor über einem Jahrhundert etwa auf dem 38. Breitengrad entdeckt haben soll, [und] sollte es mir misslingen, dieses Land zu finden, sodann auf die Suche nach der Osterinsel oder Davis’s Land zu gehen, dessen Lage mit so geringer Sicherheit bekannt war, dass die kürzlich unternommenen Versuche fehlgeschlagen waren, es zu finden.“

. Am 11. März 1774 geriet Land in Sicht, das Cooks Meinung nach der Beschreibung in Lionel Wafers Reisebericht einer hohen, hügeligen Insel entsprach. Er vermisste jedoch die vorgelagerte, niedrige Sandinsel, „was eine Bestätigung gewesen wäre, aber hier wurden wir enttäuscht“. James Cook hatte die Osterinsel gefunden, die, wie er annahm, mit Davisland identisch war.

### Krusenstern und Kotzebue
Der russische Admiral Adam Johann von Krusenstern hatte Zweifel, dass die Osterinsel mit Davisland identisch sei. Er suchte daher 1804 den 27. Breitengrad zwischen dem 90. und 95. Längengrad ab, die von ihm vermutete Position von Davisland, ohne dass er die Insel fand.
Auch Otto von Kotzebue, der auf der Fregatte Nadeschda an der ersten russischen Weltumseglung unter dem Kommando seines Verwandten Krusenstern teilgenommen hatte, suchte als Kommandant der Predprijatije bei seiner dritten Reise (1823–1826) vergeblich nach Davisland. Er segelte den 27. Breitengrad zwischen dem 88. und dem 95. Längengrad ab, ohne dass eine Insel in Sicht kam.
In geografischen Büchern war Davisland nach wie vor verzeichnet und wurde oft als identisch mit der Osterinsel betrachtet, obwohl auch einige Autoren diese Theorie ablehnten. Erst ab der Mitte des 19. Jahrhunderts mehrten sich die Zweifel an der Existenz von Davisland. Die von dem US-amerikanischen Reporter, Schriftsteller und Entdecker Jeremiah N. Reynolds (1799–1858) im Jahr 1828 dem United States House Committee on Naval Affairs übergebene Liste verzeichnet über zweihundert zweifelhafte Inseln und Riffe im Pazifik, darunter auch Davisland. In der List of the Reported Dangers to Navigation in the Pacific Ocean von 1866 des United States Department of the Navy ist deren Position mit 6°10´N und 170°10´W angegeben, allerdings mit der Anmerkung: „Does not appear on any chart“ (taucht auf keiner Karte auf).
Trotz ihrer zweifelhaften Existenz gehörte Davisland aufgrund des Guano Islands Acts von 1856 zum Staatsgebiet der Vereinigten Staaten und wurde von der United States Guano Company beansprucht.

## Fazit
Im Laufe der Zeit wurden mehrere Hypothesen zur Identifizierung von Davisland veröffentlicht:

### Osterinsel
Wafers Positionsangabe ließ einige spätere Autoren vermuten, dass Davis die Osterinsel (Geographische Lage: 27° 7′ S, 109° 21′ W) gefunden haben könnte. Auch James Cook hielt die Osterinsel für Davisland, zumal er auf seinen ersten beiden Reisen zu der Erkenntnis kam, dass der sagenhafte Südkontinent nicht existiert.
Obwohl Wafers Angabe der nautischen Breite der tatsächlichen Position der Osterinsel recht nahe kommt, sind die genannten Entfernungen von der Osterinsel zu den Galapagos-Inseln und zum Rio Copiapó deutlich zu kurz. Allerdings muss man alle Positionsangaben jener Zeit mit Zurückhaltung interpretieren. Die Messung der Breitengrade war bis zur Erfindung des Sextanten zu Beginn des 18. Jahrhunderts nur sehr grob und die Bestimmung der zurückgelegten Strecke beruhte ausschließlich auf der Addition der Etmale, die anhand der mit dem Log gemessenen Geschwindigkeit geschätzt wurden. Diese Navigationsverfahren waren wenig zuverlässig, vor allem bei längeren Strecken ohne Abgleich mit Landmarken.
Es gab aber auch mehrere andere Entdecker und Wissenschaftler, die Cook widersprachen und bezweifelten, dass Davisland mit der Osterinsel identisch ist, zum Beispiel Charles-Pierre Claret de Fleurieu (1738–1810). Der Anhang zu seinem Buch: „Reise um die Welt, während der Jahre 1790, 1791 und 1792, von Étienne Marchand (Band V)“, enthält ein ausführliches Kapitel mit der Überschrift: „Die Osterinsel ist nicht das Davis-Land“ (L´ille de Pâques n'est pas la Terre de Davis). Hier stellt er die Unterschiede zwischen der Beschreibung von Davisland und dem Erscheinungsbild der Osterinsel heraus und kommt zu dem Schluss, dass „Davis schlecht gesehen hat und dass das, was er gesehen hat oder zu sehen glaubte, nicht an der Position existiert, die er angegeben hat“.

### Temoe und Mangareva
Wafers und Dampiers Beschreibung einer hohen Insel mit einer vorgelagerten niedrigen Sandinsel entspricht keineswegs dem Bild der Osterinsel und lässt eher an ein großes Atoll denken. Mehrere Autoren, darunter auch Thor Heyerdahl, haben daher die Meinung vertreten, Davis habe das zu den Gambierinseln gehörende, flache Atoll Temoe mit dem gebirgigen Mangareva im Hintergrund gesehen. Mangareva liegt allerdings auf 23° südlicher Breite, was einen Navigationsfehler von 444 Kilometern bedeuten würde.

### Desventuradas-Inseln
Bereits der französische Seefahrer und Geograf Jean-François de La Pérouse vermutete, Davisland sei mit den Desventuradas-Inseln San Ambrosio und San Félix identisch, eine Meinung, die später auch der Historiker John Cawte Beaglehole (1901–1971), der Biograf von James Cook, übernahm. Dies würde zwar eine Abweichung in der Position von lediglich zwei Breitengraden (222 km) bedeuten, aber auch das Erscheinungsbild dieser beiden Inseln weicht von Wafers Beschreibung ab.

### Versunkene Insel
Der chilenische Schriftsteller Benjamín Subercaseaux (1902–1973) nahm an, Davisland sei als Folge „vulkanischer Erschütterungen“ im Ozean versunken. Er bezieht sich dabei auf John Macmillan Brown (1845–1935), Professor für Geschichte und englische Literatur am Canterbury College in Christchurch, der es für möglich hielt, dass Davisland kurz nach dem Besuch der Bachelor´s Delight im Meer versank. Der noch sichtbare Überrest der verschwundenen Insel sei Salas y Gómez. Der südöstliche Pazifik ist eine geologisch unruhige Zone und es ist durchaus verbürgt, dass Inseln wegen vulkanischer Tätigkeit entstehen und/oder unter der Meeresoberfläche versinken (vergleiche Fonuafoʻou und Hunga Tonga-Hunga Haʻapai). Für das tatsächliche (und nicht nur mutmaßliche) Verschwinden einer größeren Insel in dieser Region des Pazifiks gibt es jedoch bisher keinen Beweis.

### Sinnestäuschung
Der Historiker James William Kelley, der sich umfangreich mit der Geschichte der Piraterie beschäftigt hat, vermutet, dass Davis tatsächlich ein Atoll (wahrscheinlich des Tuamotu-Archipels) gesehen hat, die dahinter liegende bergige Insel sei jedoch eine Luftspiegelung gewesen oder Davis sei von einer Wolkenbank getäuscht worden.  Luftspiegelungen durch Ablenkung des Lichtes an unterschiedlich warmen Luftschichten kommen sowohl über Land als auch über dem Meer vor. Dies wäre demnach eine durchaus mögliche Erklärung für Wafers Beobachtung.